# 源行任
源 行任（みなもと の ゆきとう、生没年不詳）は、平安時代中期の貴族。醍醐源氏、三品・有明親王の曾孫。中宮亮・源高雅の子。官位は正四位上・播磨守。

## 経歴
一条朝末の寛弘7年（1010年）能登守に任ぜられる。三条朝では皇太后・藤原彰子に皇太后宮大進として仕え、長和5年（1016年）正五位下に叙せられた。
後一条朝に入ると越後守に任ぜられるが、寛仁3年（1019年）五節の舞（豊明節会に行われる少女の舞い）に舞姫を出すように命ぜられるが、これを辞退したため釐務を停められる。治安3年（1023年）備中守に任じられると、今度はその秋に受領として五節の舞に舞姫を出している。
典型的な富裕受領で、富小路西・上東門大路より北にある故入道大相国（藤原道長か）の邸宅を手に入れて居住し、世上この邸宅は御倉町と称されていたが、近江守在職中の長元4年（1031年）7月7日にこの邸宅を焼失した。その後も、丹波守・播磨守と、後朱雀朝・後冷泉朝にかけて近国の受領を歴任し、位階は正四位上に至る。

## 官歴
- 寛弘7年（1010年） 閏2月19日：見能登守[3]
- 時期不詳：皇太后宮大進（皇太后・藤原彰子）
- 長和5年（1016年） 6月2日：正五位下（上東門院一条院還御賞）[2]
- 寛仁3年（1019年） 9月23日：見越後守[4]。10月27日：釐務停止[2]
- 治安3年（1023年） 7月17日：見備中守[2]
- 万寿3年（1026年） 正月19日：止太皇太后宮権大進[4]
- 長元4年（1031年） 正月3日：見近江守[4]
- 長元9年（1036年） 4月22日：見丹波守[4]
- 永承2年（1047年） 2月7日：見播磨守[5]
- 時期不詳：正四位上[6]

## 系譜
『尊卑分脈』による。
- 父：源高雅
- 母：藤原親明の娘
- 妻：藤原懐平の娘
  - 男子：源高房（?-1077）
- 生母不詳の子女
  - 男子：源邦房
  - 男子：源行高